# Tramlijn Spijkenisse - Hellevoetsluis
De tramlijn Spijkenisse - Hellevoetsluis was een tramlijn op Voorne-Putten. Vanuit Spijkenisse liep de lijn via Hekelingen, Zuidland en Oudenhoorn naar Hellevoetsluis.

## Geschiedenis
Op 1 november 1905 werd de lijn geopend door de Rotterdamsche Tramweg Maatschappij, de lijn had een belangrijke rol bij de ontsluiting van de Zuid-Hollandse Eilanden. In Hellevoetsluis sloot de tram aan op het RTM-veer naar Middelharnis.
Deze lijn werd als op één na laatste Nederlandse streektram opgeheven op 14 februari 1966. Sindsdien is de HTM-lijn Den Haag - Delft de enige streektramlijn van vroegere oorsprong die nog gewoon in bedrijf is. En dat is ook de oudste streektramlijn in Nederland.

## Restanten/Herinneringen
Na opheffing van de tramlijn heeft de Stichting voorheen RTM een deel van de lijn bij Hellevoetsluis heraangelegd met als doel het als museumlijn te exploiteren. Door gebrek aan medewerking van de gemeente is dit stuk weer opgebroken en verhuisde de stichting in 1988 naar Ouddorp. De volledige lijn is uitstekend te volgen in het landschap, over bijna de gehele lengte tussen Spijkenisse en Hellevoetsluis is er een fietspad op de bedding aangelegd. Wel heeft dat fietspad diverse extra bochten bij kruisingen, die er vroeger niet waren. En in Spijkenisse moet de fietser een omweg maken via de rotonde aan de Baljuwlaan. Het aangelegde verbindingsstuk is wel Rtmbaan genoemd.
Tussen de Stationsstraat en de Hekelingse weg is de trambaan verdwenen. Te Zuidland is er de straat "het perron". Te Hellevoetsluis is het oude stationsgebouw van Nieuwenhoorn nog aanwezig als café.  
In Hellevoetsluis heet het "Trambaanpad", maar is het deel tussen De Sprong en het Woordbouwerplein ook verdwenen. Vanaf daar is de baan wel zichtbaar, als onverhard "pad". Bij Molshoek is er in 2023 nog steeds het laatste stukje rails aanwezig. Daarna ging het door langs de Spoorbaan(straatnaam) tot links naast de Veerweg. Hier was het goederenstation, bij de Tramhaven. Hier werden wagons op veerboten overgeladen. Het reizigersstation was rechts, bij het Stationsplein, maar die omgeving is al meerdere keren totaal verdwenen. Het stationsgebouw verdween in 1980. De Stationsweg is daar ook dichtbij. 
Bij de kruising Spoorbaan / Molshoek in Hellevoetsluis ligt nog een restant van het spoor.

### Bron
- Inventarisatie-RTM.pdf. (2008-2011, gecontroleerd in februari 2023)

## Fotogalerij

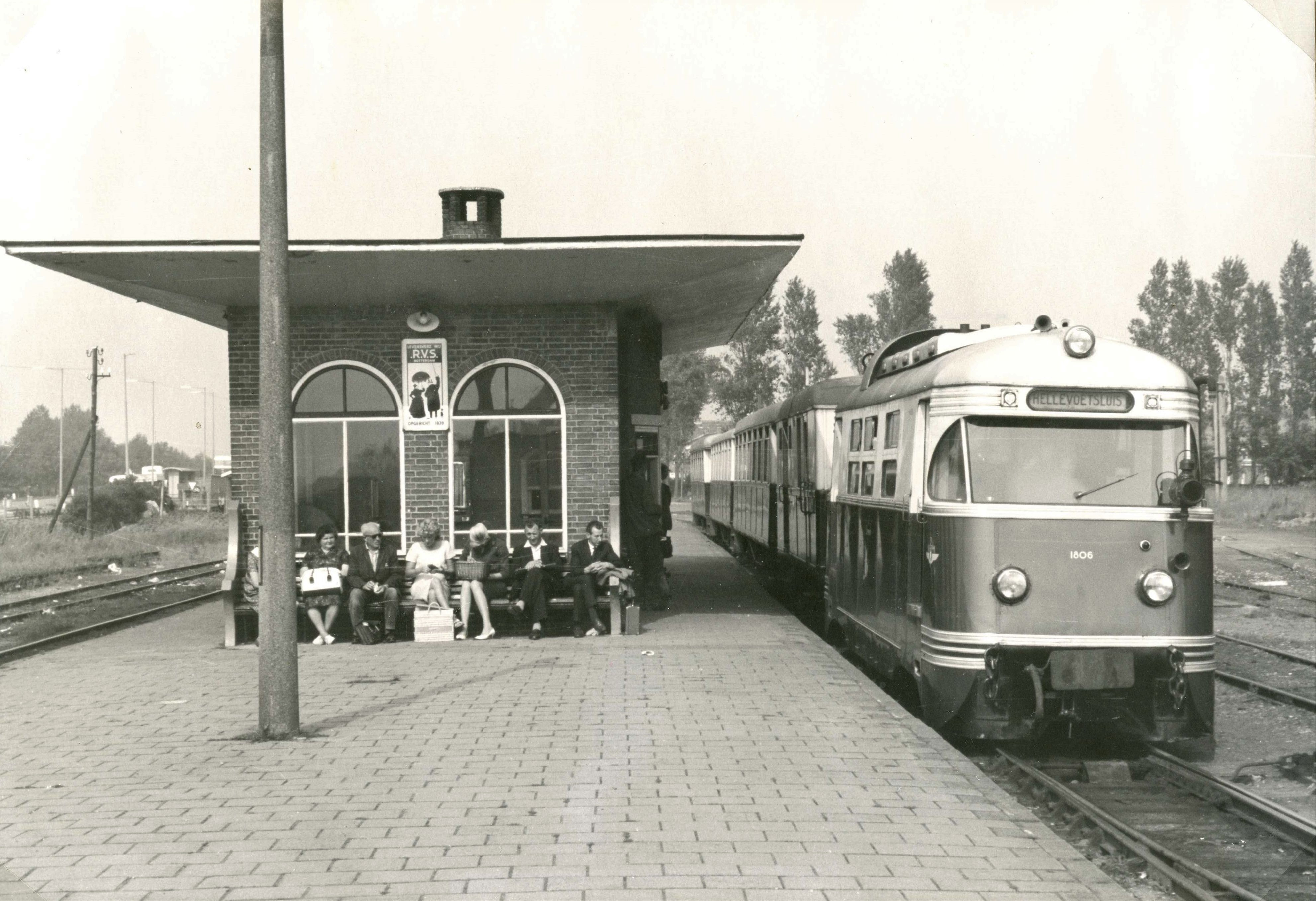
Tramstation Spijkenisse 1963 tramtype Bergeend richting Hellevoetsluis
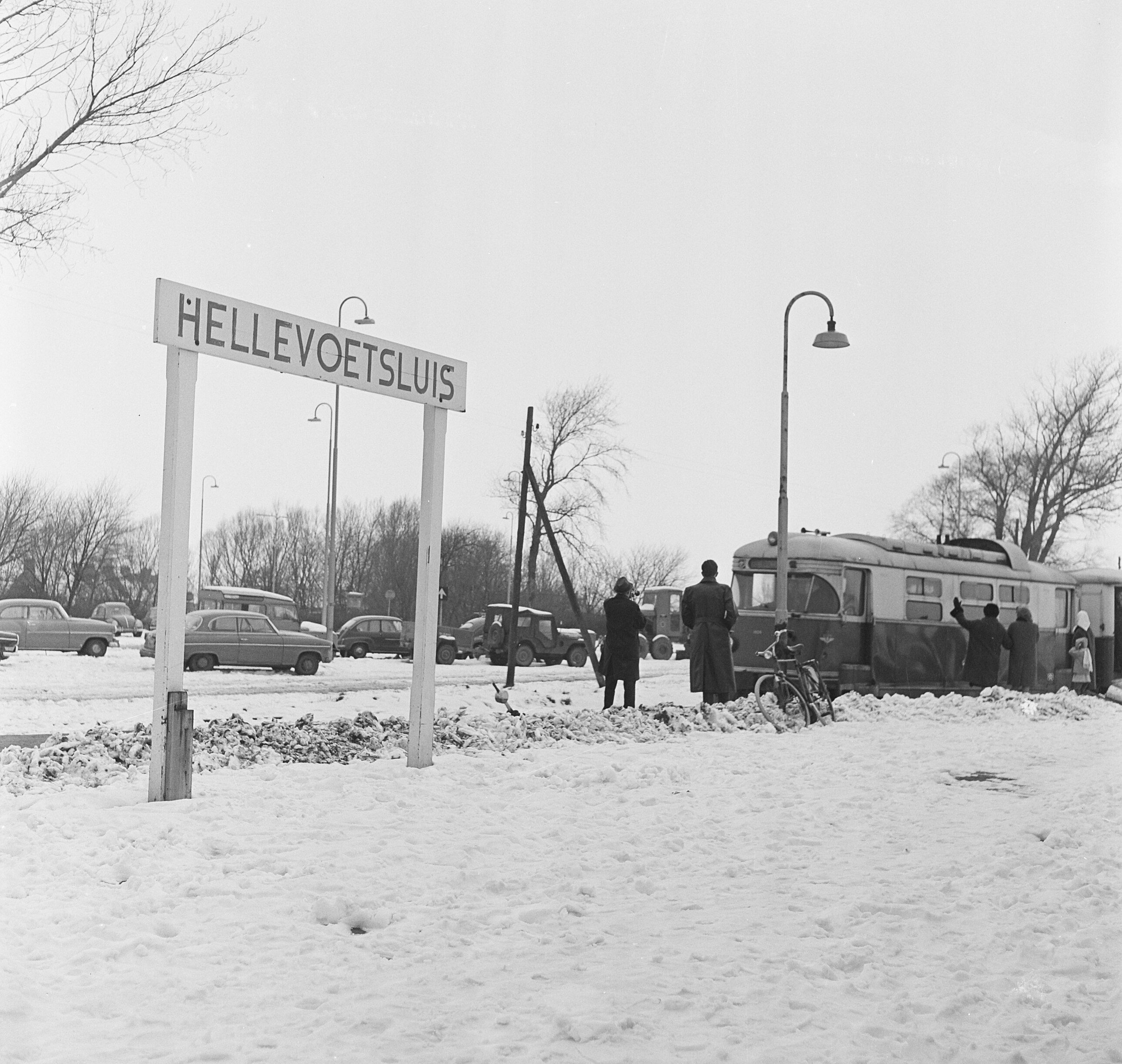
Tramstation Hellevoetsluis, 14-2-1966
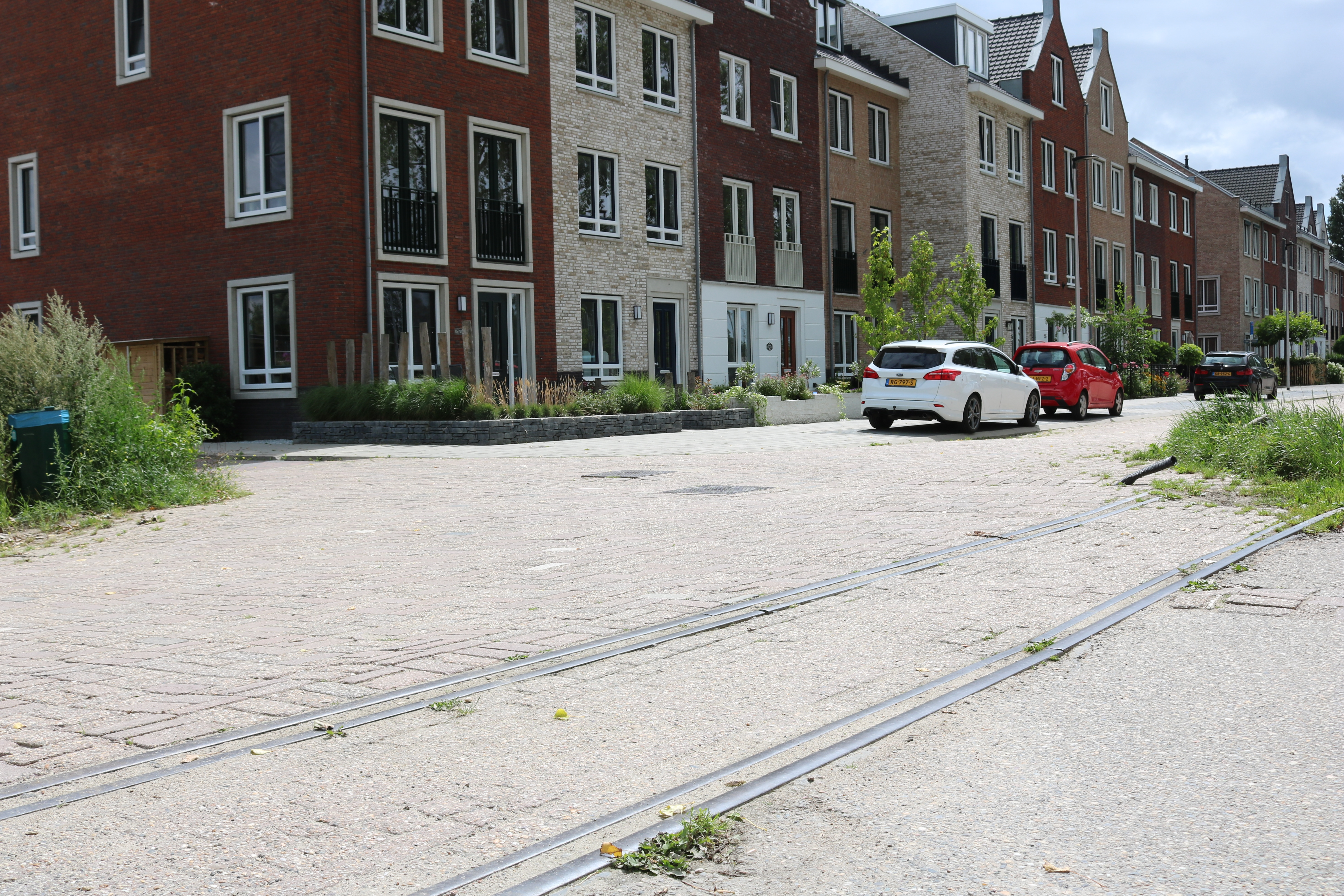
Laatste stukje spoor dat in 2023 resteerde, Kanaalweg Oostzijde(Molshoek/Spoorbaan)
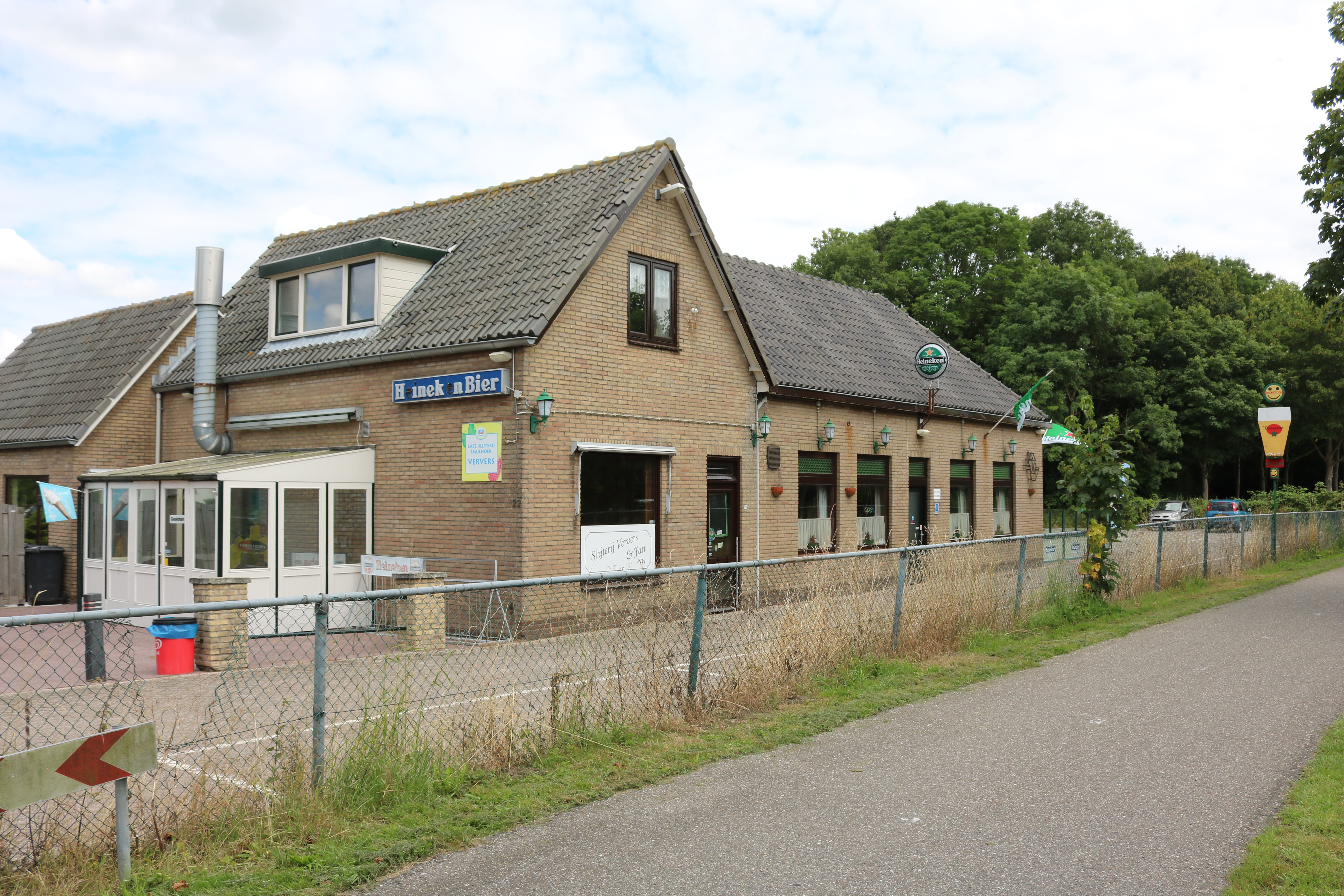
Voormalig tramstation Oudenhoorn in 2021

1. ↑  (nl) Google Maps. Google Maps. Geraadpleegd op 5 mei 2023.